# Алексієвський (Панкрушихинський район)
Алексі́євський (рос. Алексеевский) — селище у складі Панкрушихинського району Алтайського краю, Росія. Входить до складу Веліжанської сільської ради.

## Населення
Населення — 92 особи (2010; 146 у 2002).
Національний склад (станом на 2002 рік):
- росіяни — 95 %